# Federico Aguilera Klink
Federico Aguilera Klink es un economista ecológico español, catedrático de Economía Aplicada de la Universidad de La Laguna, Tenerife, Canarias desde 1981. En el 1979 contribuyó a implantar, por primera vez en una facultad universitaria española, una asignatura que relacionaba la economía con el medio ambiente y, posteriormente, la economía con la ecología. 
En el año 2004 ganó el Premio Nacional de Economía y Medio Ambiente.
Algunos de sus libros son: Economía del Agua (1992), publicado por el Ministerio de Agricultura; Economía y Medio Ambiente: un Estado de la Cuestión (1998), y Los Mercados de Agua en Tenerife (2002).Además coordinó la edición de Calidad de la democracia y protección ambiental en Canarias (2006) y de Los costes sociales de la empresa privada (2006), una antología de textos de Karl W. Kapp. En 2013 coordinó el número 13 de la Colección Mediterráneo Económico, titulado Para la rehumanización de la economía y la sociedad. Ha publicado asimismo numerosos artículos en revistas de ámbito nacional e  internacional.